# Немогуће вруће
Немогуће вруће је босанскохерцеговачка поп-рок група основана 1986. године у Зеници. Недуго након основања постали су најбољи и тада једини зенички рок бенд.

## Историјат
Група је почела с радом у јуну 1988. (година првог албума). Основао је фронтмен, тада млади певач и 23-годишњи студент Младен Видовић. Имала је по оснивању седам чланова, тинејџера. Карактерише их необичан утицај добро познате сарајевске школе поп-рока, како у музици тако и у текстовима, фолк елементи нису присутни; музика им је и делимично „свит поп”.
Зеничка група је била активна од 1986. до 1990-их када су се распустили због Рата у БиХ. Дана 16. априла 2011, чланови групе су се поново окупили (након 23 године паузе) у Зеници за повратнички концерт — локација је био ресторан „Тапас” (бивша „Касина”); на 25. новембар (Дан државности БиХ) 2011, окупили су се ради повратничког концерта у Сарајеву — локација перформанса је био клуб „Синемас-Слога”.
Дана 21. марта 2015. група Немогуће вруће је одржала концерт у Зеничкој арени, као део 20. међународног фестивала „Зеничко пролеће” (РЕТРОМАНИА Зеница 2015), чиме је обележено 50 година рок сцене. Наступали су са осталим зеничким музичарима: Екстра 2000, Рима бендом, Бедмејкерсима, Зе селекцијом, Гонгом и Такси бендом.
Дана 27. јула 2019. Ловрић и његов бенд одржали су 1,5-сатни перформанс уживо на зеничком градском тргу — као један од многих концерата током Зеница самер феста 2019. (трећи главни програм фестивала). Извели су, између осталих, песме бенда са којим их често мешају — Ритам срца.
Дана 28. августа 2021. група Немогуће вруће је одржала концерт уживо на платоу испред Градске кафане тј. испод зграде управе Града, бивша зграда Општине (Трг БиХ) у Зеници — концерт којим је обележено 35 година постојања групе.

## Постава
| - Бранислав Ловрић — вокал - Един Кулалић — бубњеви - Миро Ковачевић — гитара - Желимир Јукић — клавијатуре - Игор Јукић — гитара - Сандро Ковачевић — гитара - Александар Голић — бас гитара | Бивши чланови - Асмир Спахић - Јосип Јајчевић - Младен Видовић - Зоран Полић - Жељко Бродарић Јапа |

## Дискографија
Студијски албуми
- Ljubavi Malog Werthera (Југотон, 1987)
- Ljubavi Malog Werthera (реиздање, 2013)
  - песме: Амери; Хајде ноћи падајте; Кад скупи се раја; Љубав младог Вертера; Нема цуре која неће; Оне као не би да се љубе; Пицерија (Дај, да пољубим); Пјева Русија; Све су клинке изашле из школе

Синглови
- Хајде ноћи падајте (Само Врбас зна) / Пјева Русија (Југотон, 1987)[8]